# Caserne Marceau
Ne doit pas être confondu avec Centre de détention d'Écrouves (ancienne caserne Marceau)
La caserne Marceau est une ancienne caserne militaire située sur la commune de Limoges (Haute-Vienne). Construite à partir de 1875, elle a été occupée par différents régiments jusqu'à sa fermeture en 2011, et s'étend sur environ 4,3 hectares dans le quartier Carnot-Marceau, au nord du centre-ville.

## Histoire

### La caserne

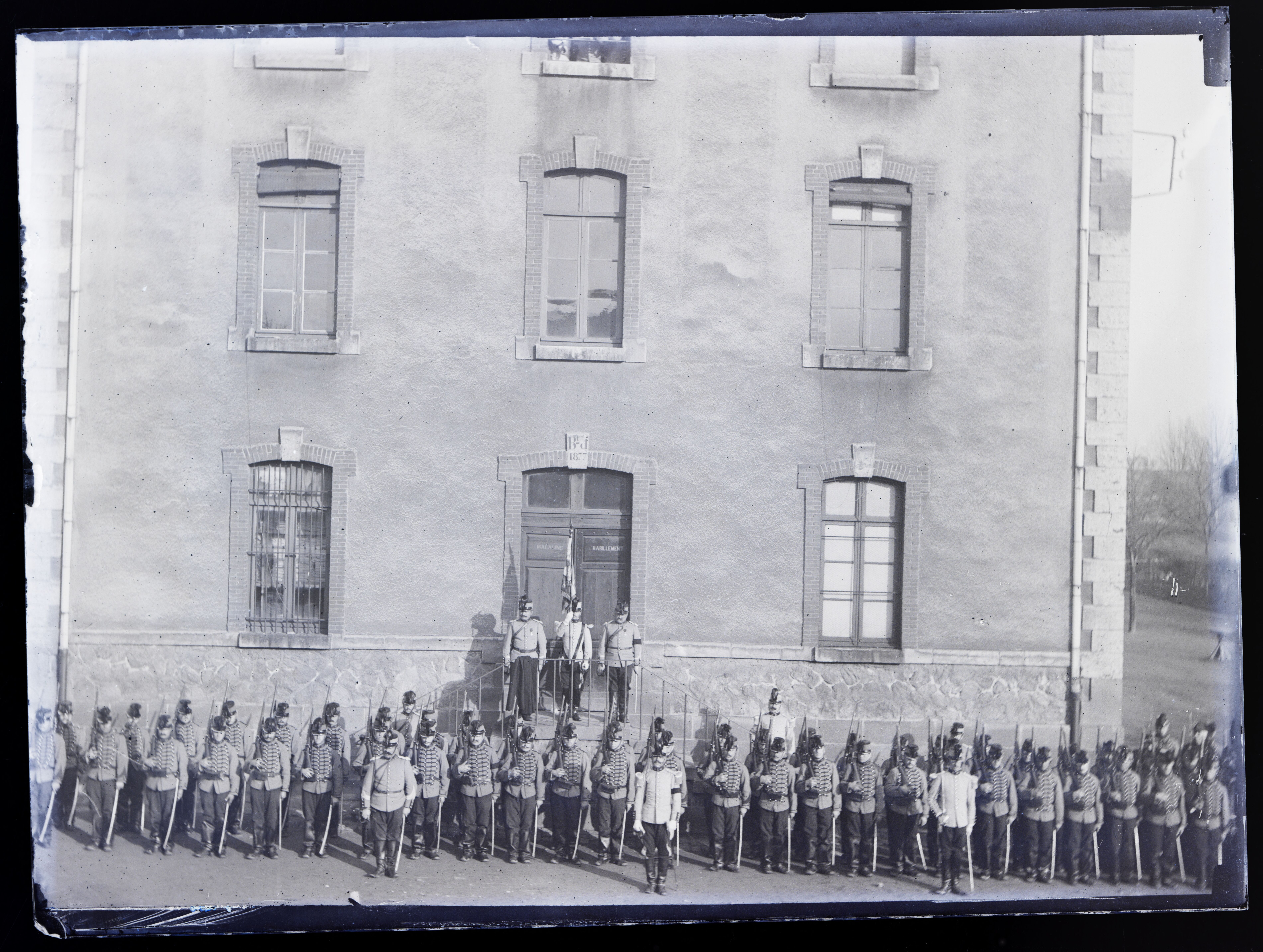
Le pose devant un des bâtiments de la caserne.

Après la guerre franco-prussienne de 1870, la France bâtit de nouvelles casernes devant optimiser les réponses militaires en cas de nouveau conflit. Le projet de la caserne du Quartier du Crucifix, qui prend ensuite le nom de la place voisine, s'inscrit dans un secteur en pleine urbanisation alors que la ville de Limoges se développe sous l'effet de l'industrialisation liée à l'essor de la porcelaine et du cuir notamment.
La caserne est successivement occupée par le 17e régiment de chasseurs de 1879 à 1888, puis le 21e régiment de chasseurs de 1888 à 1918, le 20e régiment de dragons jusqu'en 1914, puis le 30e bataillon de chasseurs portés de 1946 à 1951, puis le 20e régiment d'artillerie avant le 15e régiment de commandement et de soutien, et enfin le 15e régiment du train de 1977 à 2011 (après être devenu 15e Bataillon du train).

### Départ de l'armée
La réforme de la carte militaire découlant des préconisations du Livre blanc de 2008 sur la Défense et la Sécurité nationale signe le départ de l'armée de Limoges. Le site est libéré en 2010 et cédé pour l'euro symbolique à la Ville de Limoges en juillet 2011, qui signe avec l'État un Contrat de Redynamisation du Site de Défense de Limoges, et qui envisage sur le lieu à partir de 2012 des aménagements mixtes, notamment dans la perspective de l'arrivée de la grande vitesse ferroviaire à Limoges via le projet de LGV Poitiers - Limoges, la gare de Limoges-Bénédictins se trouvant à proximité du site de la caserne,. Le site fait l'objet de projections et de débats au sein du conseil municipal de Limoges : le groupe d'opposition UMP y propose notamment un musée de l'armée et une tour panoramique, et les élus anticapitalistes font circuler un questionnaire à destination des riverains.
À l'été 2013, le site de la caserne a servi de lieu de tournage pour un court-métrage de Stéphane Monnet intitulé Marceau.
Lors de la campagne municipale de 2014, le site fait encore l'objet de débats entre les différentes listes candidates. L'équipe victorieuse d'Émile-Roger Lombertie y installe la police municipale et le service des objets trouvés, y organise son premier forum des associations, puis y base en 2016 le centre de supervision urbain, mais la majeure partie du site demeure à l'abandon dans l'attente d'un projet global de rénovation.

### Projet de réaménagement
En octobre 2015, le Conseil municipal vote la destruction d'une grande partie des bâtiments, profitant d'une subvention ministérielle, avant que la décision soit en partie suspendue. Un projet d'atelier d'urbanisme populaire alternatif, porté par le collectif Marceaudacieuse, naît dans la foulée,,. La municipalité envisage d'y installer un centre de congrès, tandis que le Collectif Marceaudacieuse propose début 2017 son assistance pour une occupation temporaire ou une cohabitation du centre de congrès avec d'autres activités.
En 2019, la municipalité lance une concertation,, non sans susciter quelques interrogations,.
Début 2020, un nouveau « collectif Marceau » se fait connaître. Critique sur le projet municipal, il interpelle les candidats aux élections municipales.